# Giuseppe Ferlini
Giusseppe Ferlini (Bolonia, 24 de abril de 1797-30 de diciembre de 1870) fue un médico italiano, devenido en explorador y cazador de tesoros que destruyó cuarenta pirámides en su búsqueda del tesoro en Egipto y Sudán en la década de 1830.

## Inicios
Ferlini era hijo de Carlo y Anna Sabattini, pero los problemas con su madrastra produjeron su huida del hogar a los dieciocho años de edad dirigiéndose primero a Venecia, para luego pasar a Corfú. Él mismo Ferlini comentó que ya había completado sus estudios en medicina en su ciudad natal, pero es algo dudoso. En 1817 ingresó en el servicio militar de Albania con el título de doctor, allí no eran estrictos en pedir los certificados de estudios, allí entablaron lucha con el sultán y casi fue constituido el Estado Autónomo de Albania y Grecia septentrional.
En 1822 Ferlini viaja a Grecia e ingresa en las filas de los rebeldes como médico militar, allí comenzaría un romance con una joven ateniense que lo seguirá en sus viajes. En 1825 el ejército turco recuperó Morea, Ferlini huyó a Smime. A principios de 1827, regresó a Grecia en donde murió su acompañante. Con la fe en una causa perdida y con sus salarios atrasados, se embarcó a Egipto en 1829.
Atraído por la creciente reputación de Mehmet Alí, que recientemente había logrado en sus campañas desde Sudán hasta Etiopía y su reestructuración modernizante de la administración y el ejército. Allí Alí reclutaba a tantos profesionales europeos como podía, así Ferlini desembarcó en Alejandría y se dirigió a El Cairo, donde fue alistado como ayudante de medicina.
En mayo de 1830 fue nombrado médico oficial del I Batallón del Primer Regimiento de Infantería, iniciando el 6 de agosto de ese mismo año, el viaje hacia la nueva sede del regimiento en la ciudad de Sennar, de la provincia homónima. En los 159 días de viaje conoció Wadi Halfa y Jartum, además de la casa del gobernador de Sudán, dónde compró una esclava etíope que le daría un hijo que moriría a los pocos días de nacer. Con una ciudad saqueada por Mehmet Alí anteriormente, un clima terrible y sin fondos en el hospital debió enfrentar a la malaria con lo que tenía.

## Campaña en Egipto y Sudán

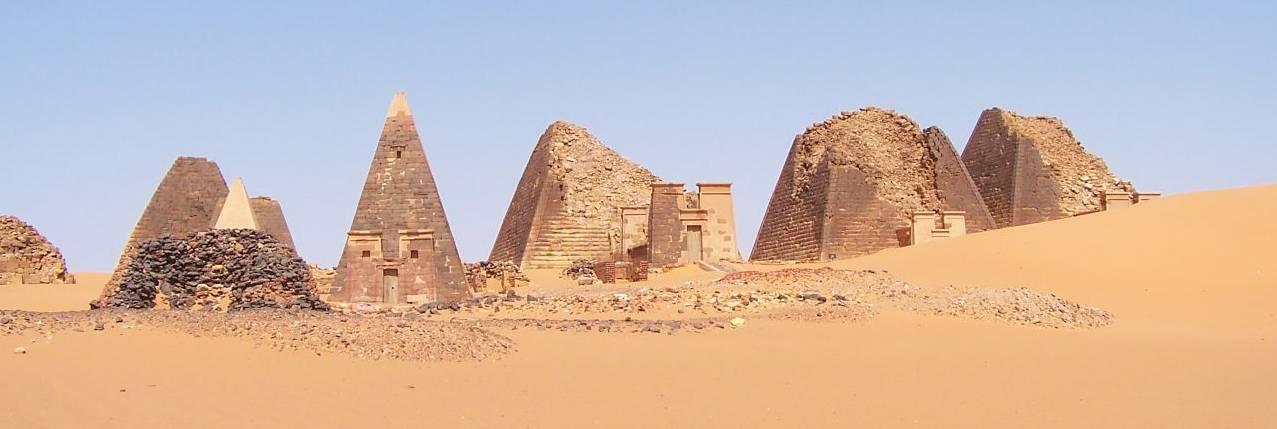
Pirámides de Meroe que Ferlini destruyó en 1834.

En 1833, después de que se formara a un nuevo grupo de médicos y farmacéuticos para el ejército del Alto Egipto, Ferlini fue trasladado a Jartum, como médico del V Batallón. En esta ciudad es donde empezará a ganarse la simpatía del gobernador de Sudán, Curschid. Así comenzaría a participar en expediciones, primero a las montañas Fazolo, en Nubia superior, en busca de yacimientos de oro. Allí será donde comience a pensar en tratar de descubrir los tesoros egipcios.
Su atención comenzó a dirigirse desde entonces a la zona intermedia del Nilo entre Atbara y Jartum, cercana a la sexta catarata del río, donde se encontraban las ruinas de Meroe. Allí, unas 80 pirámides de diversas dimensiones habían sido descubiertas por Frédéric Cailliaud, quien además las describió y, parcialmente, las dibujó.
No fue simple el obtener el permiso del gobernador, ya que esto le costaría unos cuatro años de la economía local puesta a su disposición, pero terminaron conviniendo en que Ferlini pagaría ciertas tarifas a los trabajadores que necesitaría para la misma. Además, mientras esperaba que llegara su sustituto para partir, Ferlini se asoció con un comerciante albanés, Antonio Stefani, prometiéndole la mitad de los beneficios a cambio de 400 escudos para comprar camellos y caballos para la expedición, y aprovechó para contratar a 30 indígenas locales. Las fechas del inicio de la expedición suelen discrepar entre sí; algunos dicen que se inició el 24 de agosto de 1834, otros que fue el 11 de agosto del mismo año.
Cuando llegó a Meroe, Ferlini exploró primero los alrededores de la antigua capital, allí halló un templo, ricamente decorado con jeroglíficos y lo desenterró de la arena. Pese a que ubicó la entrada al lugar, no pudo hacer demasiado ya que tenía unas impenetrables paredes delanteras, pese a los intentos de resquebrajarlas. Luego de 20 días en los que sus hombres y caballos comenzaron a morir, retornó a Wadi-Benaga a la ribera del río; allí encontraría unas columnas enormes y un entierro, y lo más valioso era un pilar de granito con jeroglíficos, pero era intransportable.
Su último intento fue en las pirámides de Meroe, contando unas 47 en total, dispersas en Es-Sour. Las más pequeñas fueron inmediatamente demolidas por 550 trabajadores, pero allí tampoco hallaría nada de interés. Tomando dinero de sus ahorros, atacó a la pirámide más grande por la parte superior donde encontró un rico sarcófago vacío, cubierto con un paño blanco, objetos preciosos, todas las pertenencias de una dama de alto rango, un recipiente de bronce y una planta. Ferlini y Stefanini quisieron ocultar el descubrimiento a los indígenas, temiendo la codicia local. Luego de dos semanas de demoliciones, hallaron un nicho con dos siluetas de bronce maravillosas, el vestíbulo intacto adornado con jeroglíficos, con una figura humana sentada sobre un león, y nuevamente fueron obstaculizados por grandes trozos de piedras negras nubias.
Cuando fueron obstaculizados, se había corrido la voz y se habían reunido alrededor un millar de nativos locales. Alertados por los esclavos los dos socios, sus esposas y tres sirvientes cargan todo lo transportable en camellos y huyen en dirección a Berber, allí se embarcan en el Nilo y suben aguas arriba hasta la quinta catarata.
Luego de su aventura, se quedó en El Cairo hasta 1836, donde embarcó hacia Trieste y de allí se dirigió a Bolonia.

## El tesoro
El primer informe publicado por Ferlini data de 1836 y da la composición exacta del tesoro que halló en Nubia: un largo collar con ojos esmaltados en oro, dieciséis escarabajos de oro sólido esmaltados, una vaca, dos chacales, cuatro leones, catorce cruces ansadas, dos tuercas de jaspe, diez pulseras grandes con complejas figuras aladas realizadas en oro, plata y bronce.
Inmediatamente, Ferlini se trasladó a París a mostrar sus objetos al príncipe Demidov, con la esperanza de venderlos. En 1838, expuso los objetos en Roma donde fueron examinados por expertos. La Santa Sede y el gobierno de Toscana se mostraron interesados en adquirirlos; uno de los objetos fue cedido a Luis I de Baviera y actualmente se encuentra en el Museo Residenz de Múnich, formando parte de la colección egipcia "Festsaalbau".

«Varias pirámides han sido completamente destruidas, otras sólo parcialmente. Ninguna de ellas conservaba su parte superior. Nuestros kavass, que estaba aquí con Ferlini, nos mostraron el lugar debajo de una pirámide ahora nivelado donde supuestamente encontró su tesoro dorado».
Karl Richard Lepsius, 1842.

El resto de la colección fue dejada a cargo de Giuseppe Mazzini en Londres, actuando como agente de Ferlini durante un año y medio, y en 1843 tenía como agente a P. Rolandi. El resto del tesoro finalmente fue empeñado por 200 libras, porque si bien el Museo Británico estuvo interesado, algunos de sus expertos catalogaron a algunas de las posesiones como falsas. Mazzini había mostrado el tesoro al famoso egiptólogo alemán Karl Richard Lepsius, que lo consideró auténtico, y E. Gerhard ofrece adquirirlo para el Museo Neues en Berlín.